# Hispanité
 (décembre 2022).
- Si vous ne connaissez pas le sujet, laissez ce bandeau (vous pouvez alors contacter les auteurs).
- Si vous supprimez le contenu mis en cause (vous pouvez préalablement contacter les auteurs),

argumentez précisément cette suppression dans la page de discussion
(un manque de référence n'est pas un argument ; une recherche réelle de référence doit avoir été effectuée, être formellement documentée).
 (décembre 2022).
Si vous disposez d'ouvrages ou d'articles de référence ou si vous connaissez des sites web de qualité traitant du thème abordé ici, merci de compléter l'article en donnant les références utiles à sa vérifiabilité et en les liant à la section « Notes et références ».
 (septembre 2016).
Améliorez-le ou discutez des points à vérifier. 
L'hispanité (en espagnol : hispanidad) désigne tantôt l'ensemble des vingt-trois territoires où se pratique la langue espagnole, tantôt l'espace immatériel où se déploient les faits culturels fondés sur la langue espagnole et sur les traditions hispaniques. Ce terme n'est donc pas tout à fait synonyme d'hispanophonie. Le drapeau de l'hispanité symbolise les trois navires ayant été utilisés par la première expédition transatlantique de Christophe Colomb, expédition qui permit la découverte de l'Amérique le 12 octobre 1492. Le Jour de l'hispanité, célébré le 12 octobre de chaque année, est ainsi une fête transnationale partagée par tous les pays hispanophones. C'est aussi la fête nationale en Espagne, fête équivalente au 14 juillet en France ou au 4 juillet aux États-Unis.
La Vierge du Pilier, dont la fête est le 12 octobre, est la sainte patronne de l'hispanité.

## Antécédents et évolution du termehispanité
Le mot « hispanidad » a pour origine le mot latin Hispania, nom que les Romains ont donné à la péninsule Ibérique une fois celle-ci conquise. L'expression hispano désigne les personnes de langue ou de culture espagnole, habitant l'Espagne elle-même ou l'Amérique hispanique (Diccionario de la lengua española).
Le mot « hispanité » est apparu au début du XXe siècle, alors qu'on célébrait en Amérique le centenaire de l'indépendance de l'Espagne (période posthispanique). Quelques groupes, surtout espagnols, ont commencé à réfléchir sur l'existence d'un lien commun, fondé sur la langue et quelques aspects culturels.

## L'hispanité dans le monde
L'espagnol en tant que langue maternelle est parlé par plus de 436 millions de personnes.

### Afrique
On compte en Afrique environ deux millions d'hispaniques. Ceux-ci sont concentrés dans les territoires espagnols (Îles Canaries, Ceuta, Melilla et les plazas de soberanía, « lieux de souveraineté » en espagnol) et en Guinée équatoriale. Au Maroc et au Sahara occidental, certaines populations ont des caractéristiques hispaniques, mais ces pays sont fortement influencés par les cultures arabe et amazighe. Au Gabon, ancienne colonie française, dont la langue officielle est le français, l'espagnol a été déclaré langue officielle en novembre 2006 dans la ville de Cocobeach.
Il existe donc des spécificités des écrivains hispanophones ultra-marins de ces différents lieux.
Il existe enfin une littérature équatoguinéenne.

### Amérique
L'hispanité est une composante essentielle de l'identité culturelle hispano-américaine, pour l'écrivain mexicain Carlos Fuentes (1928-2012). En Espagne, depuis 1982, le jour de la Fête nationale, appelée « Día de la hispanidad » (« Jour de l’hispanité ») , en commémore le début historique : l'accostage de Christophe Colomb. Dans plusieurs pays existe aussi, toutefois, un sentiment "antiespagnol" pour lequel la « découverte des Amériques » est d'abord la conquête de l'Amérique latine, plutôt qu'une extension « linguistique et culturelle au-delà des limites européennes ». 
La grande majorité des hispaniques est américaine ; en effet, le continent compte plus de 300 millions de locuteurs. L'Argentine, la Bolivie, le Chili, la Colombie, la Costa Rica, Cuba, la République dominicaine, l'Équateur, Salvador, le Guatemala, les Honduras, le Mexique, Nicaragua, Panama, Paraguay, le Pérou, Porto Rico, l'Uruguay et le Venezuela sont tous les pays majoritairement hispaniques. L'Aruba, le Belize, le Brésil, Curaçao, les États-Unis, le Canada, Trinité-et-Tobago et dans une moindre mesure certaines îles des Antilles néerlandaises comptent une importante population hispanique.
Les États-Unis sont le creuset du développement d'une culture hispanophone (hispanité) : la croissance de la population d'Hispaniques et Latino-Américains d'origine y est importante depuis au moins les années 1990, et s'accompagne de la progression de la langue espagnole ainsi que d'une culture Latino (hispanophone) particulière, en marge des grands médias anglophones : Chicanos, Latino / Latina, Latinx.

### Asie et Pacifique
Les Philippines conservent une certaine culture à influences hispaniques. D'autres pays de la région Asie-Pacifique ont un degré d'influence hispanique similaire à celui des Philippines : Guam et les Mariannes du Nord parlent le chamorro, une langue créole d'origine espagnole, puisque les îles étaient d'anciennes colonies de l'Espagne. L'espagnol est également la langue officielle de l'Île de Pâques.

### Europe
L'espagnol est bien sûr la langue majoritaire de l'Espagne. Cependant, sur le continent, elle est aussi très parlée en Andorre, à Gibraltar. Elle demeure également une langue appréciée en France notamment, comprise également en partie, de par sa proximité linguistique, par les Portugais et les Italiens.

## Journée de la langue espagnole (ONU)
La journée de la langue espagnole est une initiative prise par l’ONU pour célébrer (initialement le 12 octobre, maintenant le 23 avril) avec l'espagnol une des six langues officielles à l'ONU, et dans la plupart des pays d’Amérique du Sud et d’Amérique centrale, et de plus en plus influente dans le monde du divertissement, du commerce et du travail.
Prise dans le cadre de la Journée internationale de la langue maternelle, célébrée chaque année le 21 février, cette initiative a pour but d’améliorer la prise de conscience et le respect pour l'histoire, la culture et les succès de chacune des six langues officielles au sein de la communauté onusienne. Les (six) Journées des langues aux Nations unies sont destinées à promouvoir et à fêter le multilinguisme et la diversité culturelle, ainsi que l'égalité de toutes les langues officielles en usage au sein de l'Organisation.
Les dates des Journées des langues ont été choisies par le Département de l'information de l’ONU en fonction de leur signification symbolique ou historique. Le 23 avril 1616 est la date de la mort de Miguel de Cervantes auteur du chef-d'œuvre L'ingénieux Hidalgo Don Quichotte de la Manche.